# Algeriet ved sommer-OL 2008
Algeriet deltager i Sommer-OL 2008 i Beijing. Algeriet sender et hold boksere til Beijing. Alle deltagerne kvalificerede sig gennem det første AIBA Afrikansk Olympisk boksning kvalifikationsturnering.

## Medaljer
| 2008 Beijing | Guld | Sølv | Bronze | Total |
| Algeriet     | 0    | 1    | 1      | 2     |

### Medaljevinderne
| Algeriet under sommer-OL 2008 i Beijing | Algeriet under sommer-OL 2008 i Beijing | Algeriet under sommer-OL 2008 i Beijing | Algeriet under sommer-OL 2008 i Beijing | Algeriet under sommer-OL 2008 i Beijing |
| --------------------------------------- | --------------------------------------- | --------------------------------------- | --------------------------------------- | --------------------------------------- |
| Sølv                                    | Amar Benikhlef                          | Judo                                    | Mændenes 90 kg                          | 13. august                              |
| Bronze                                  | Soraya Haddad                           | Judo                                    | Damernes 52 kg                          | 10. august                              |

## Boksning
- Abdelhalim Ouradi – Bantamvægt
- Abdelkader Chadi – Fjervægt
- Hamza Kramou – Letvægt
- Choayeb Oussassi – Mellemvægt
- Abdelhafid Benchebla – Let sværvægt
- Abdelaziz Toulbini – Sværvægt
- Newfel Ouatah – Supersværvægt